# João Vítor Rocha de Carvalho Moreira
João Vítor Rocha de Carvalho Moreira (Amadora, 7 de fevereiro de 1986) é um futebolista português, que joga atualmente no Auckland City.

## Títulos

### Auckland City
- Campeonato Neozelandês de Futebol: 2013–14, 2014–15

- Liga dos Campeões da OFC: 2013–14, 2014–15, 2016